# Runde Eiche

Die Runde Eiche vor dem Ersten Weltkrieg

Die Runde Eiche war ein Naturdenkmal der saarländischen Stadt Bexbach, die durch ihr hohes Alter und ihre Größe bekannt wurde. Sie wurde im Jahr 1933 niedergelegt.

## Geschichte
Die Runde Eiche in Bexbach war eine Stein- oder Wintereiche, die frei am Waldesrand etwa 700–800 Meter nördlich der Grube Bexbach an der Grenze zwischen Hangard und Oberbexbach, auf den Lichtenkopf zu, stand. Der Baum war 20 Meter hoch und hatte einen Kronendurchmesser von 25 Metern. Der astfreie Teil des Stammes betrug etwa fünf Meter. Das genaue Alter ist unbekannt, im Volksmund sprach man von der „Tausendjährigen Eiche“. Das tatsächliche Alter wurde auf etwa 900 bis 1000 Jahre geschätzt.
Die Eiche diente als schattiger Platz für Vieh, wurde aber auch später an Schulwandertagen und von Wandergruppen als Rastplatz genutzt. Während des Revolutionsjahres 1793 im 1. Koalitionskrieg verlor der Baum seine Spitze. Im Laufe der folgenden 200 Jahre starb der Baum ab. Ursache waren sowohl menschlicher Vandalismus, Brandstiftung, aber auch falsche Behandlungsmethoden. So wurde in ein ausgebranntes Loch eine Betonplombe eingefüllt, die dem Baum Stabilität geben sollte, aber eher das Gegenteil bewirkte. Im Sommer 1930 wurde von Jugendlichen in einem Wurzelloch ein Feuer gelegt, das den Stammkern bis zu einer Höhe von 1,70 m ausbrannte. Der Baum musste daraufhin 1933 niedergelegt werden.
Teile der Wurzel wurden als Denkmal für den Stammtisch des Gasthauses „Gellerieb“ in Oberbexbach umgearbeitet und sind dort noch heute zu besichtigen.